# 凝香兒

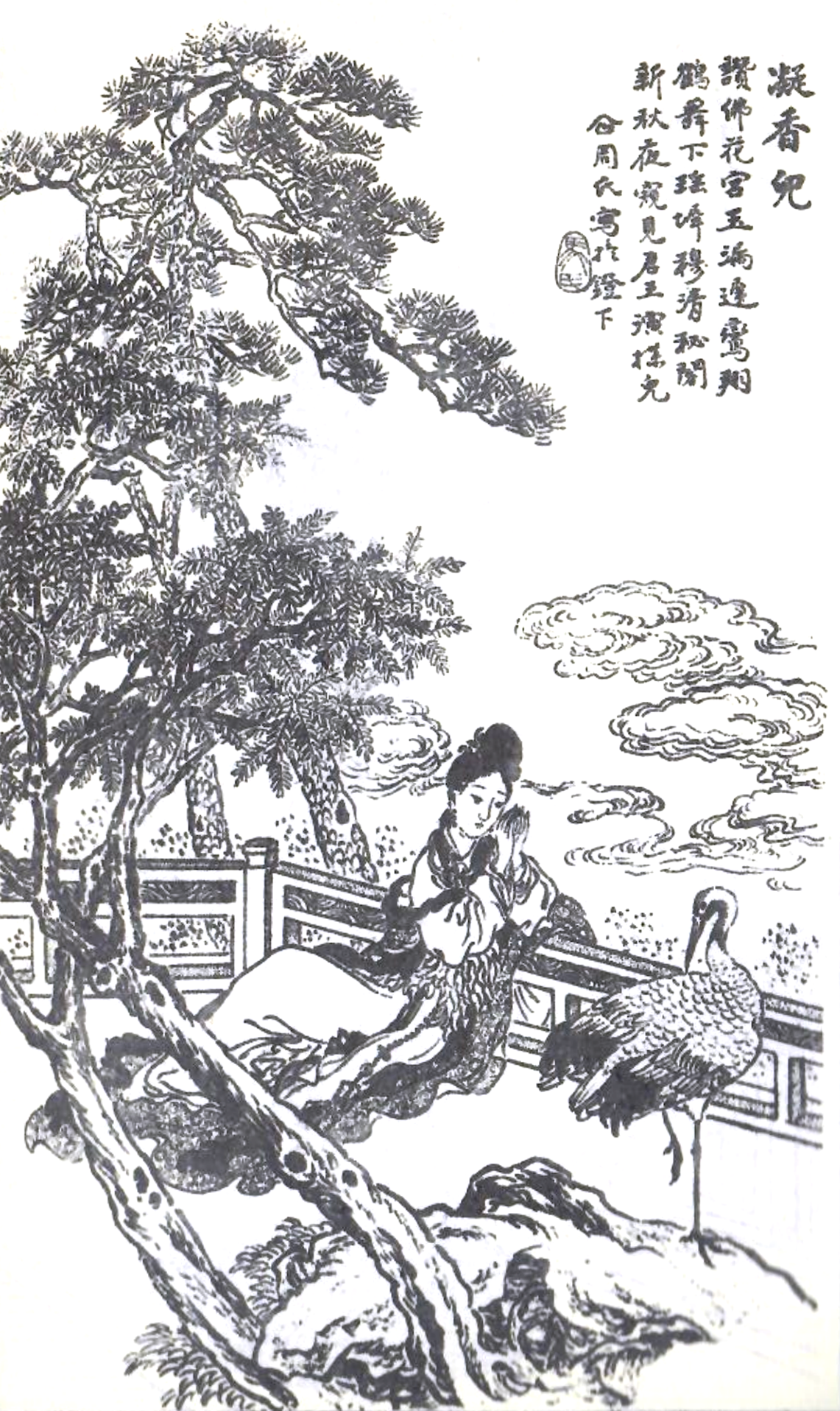
凝香兒，出自《美人百態畫譜》

凝香儿，元朝女性人物，生卒年不详，生活在元顺帝时期。
凝香儿本是部下官妓，有才艺盛名。因歌舞技艺精妙、新颖，顺帝妥懽贴睦尔赏识其才艺，召入宫掖，充为才人，深受宠幸，成为宠妃。今存诗《弄月曲》《天香亭歌》《采菱曲》《采莲曲》 四首，都是陪侍皇帝行乐、宴饮时的作品。
《采菱曲》：“伽南楫兮文梓舟，泛波光兮远夷犹。波摇摇兮舟不定，扬余袂兮金风竞。棹歌起兮纤手挥，青角脱兮水潆洄，归去来兮乐更谁。”